# Сантарини, Серджо
Серджо Сантарини (итал. Sergio Santarini; род. 10 сентября 1947, Римини, Эмилия-Романья) — итальянский футболист, выступавший на позиции защитника и в национальной сборной Италии, футбольный тренер.

## Клубная карьера
На протяжении всей своей карьеры, Сантарини играл в «Римини», «Интернационале», «Рома», и «Катандзаро», выиграв три Кубка Италии за 13 лет с «Ромой».
Был внесён в зал славы «Ромы».

## Карьера в сборной
На международном уровне Сантарини дважды представлял национальную сборную Италии по футболу в период с 1971 по 1974 год, забив один гол.